# Йорам Глобус
Йорам Глобус (івр. יורם גלובוס, англ. Yoram Globus; нар. 1941) — ізраїльський продюсер.

## Біографія
Йорам Глобус народився 1941 року в підмандатній Палестині. Приїхав до США в 1979 році і почав виробляти незалежні фільми. Разом із своїм двоюрідним братом Менахемом Голаном, спродюсував більше 150 фільмів.

## Фільмографія
- 1975 — Чотири двійки / The Four Deuces
- 1978 — Гаряча жувальна гумка / אסקימו לימון
- 1981 — Входить ніндзя / Enter the Ninja
- 1982 — Жага смерті 2 / Death Wish II
- 1983 — Помста ніндзя / Revenge of the Ninja
- 1983 — Будинок довгих тіней / House of the Long Shadows
- 1983 — Ще один шанс / One More Chance
- 1983 — Чудова сімка гладіаторів / I sette magnifici gladiatori
- 1984 — Брейк-данс 2 / Breakin' 2: Electric Boogaloo
- 1984 — Зниклі безвісти / Missing in Action
- 1984 — Ніндзя 3: Панування / Ninja III: The Domination
- 1985 — Життєва сила / Lifeforce
- 1985 — Потяг-утікач / Runaway Train
- 1985 — Американський ніндзя / American Ninja
- 1985 — Копальні царя Соломона / King Solomon's Mines
- 1985 — Вторгнення в США / Invasion U.S.A.
- 1985 — Зниклі безвісти 2: Початок / Missing in Action 2: The Beginning
- 1986 — Підчеплений по-крупному / 52 Pick-Up
- 1986 — Аллан Квотермейн та втрачене місто золота / Allan Quatermain and the Lost City of Gold
- 1986 — Кобра / Cobra
- 1986 — Прибульці з Марса / Invaders from Mars
- 1986 — Караюча сила / Avenging Force
- 1986 — Техаська різанина бензопилою 2 / The Texas Chainsaw Massacre 2
- 1986 — В небезпечній близькості / Dangerously Close
- 1986 — Той, хто йде у вогні / Firewalker
- 1986 — Загін «Дельта» / The Delta Force
- 1986 — У тилу ворога / Behind Enemy Lines
- 1986 — Америка-3000 / America 3000
- 1987 — Вниз по витій / Down Twisted
- 1987 — Американський ніндзя 2: Протистояння / American Ninja 2: The Confrontation
- 1987 — Щосили / Over the Top
- 1987 — Володарі Всесвіту / Masters of the Universe
- 1987 — Убивство / Assassination
- 1987 — Супермен 4: У пошуках миру / Superman IV: The Quest for Peace
- 1988 — Зниклі безвісти 3 / Braddock: Missing in Action III
- 1988 — Герой і жах / Hero and the Terror
- 1988 — Інопланетянка із Лос-Анджелеса / Alien from L.A.
- 1988 — Кривавий спорт / Bloodsport
- 1988 — Війна Ханни / Hanna's War
- 1988 — Побачення зі смертю / Appointment with Death
- 1989 — Кіборг / Cyborg
- 1989 — Подорож до центру Землі / Journey to the Center of the Earth
- 1990 — Загін «Дельта» 2 / Delta Force 2: The Colombian Connection
- 1993 — Нічні жахи / Night Terrors
- 1993 — Американський кіборг: Сталевий воїн / American Cyborg: Steel Warrior
- 1994 — Виконання наказу / Chain of Command
- 1994 — Породження пекла / Hellbound